# Марія Тереза Рафаела Іспанська
Марія Тереза Антонія Рафаела Іспанська (нар. 11 червня 1726 — пом. 22 липня 1746) — іспанська інфанта, перша дружина дофіна Франції Людовика Фердинанда.

## Життєпис
Марія Тереза народилася 1726 року в Мадридському Алькасарі другою донькою короля Іспанії Філіпа V і його дружини Єлизавети Фарнезе. До шлюбу інфанти іспанський та французький королівські двори були в поганих стосунках. Шлюб між Марією Терезою і дофіном Франції Людовіком Фердинандом був оголошений в серпні 1739 року, після весілля французької принцеси Марії Луїзи з іспанським інфантом Філіпом. Обидва шлюби повинні були зміцнити королівські доми Франції та Іспанії.
Марія Тереза одружилася з французьким дофіном 18 грудня 1744 року в Мадриді. У Версаль вони прибули 21 лютого 1745 року. Офіційне весілля відбулося 23 лютого. З перших днів подружжя відчували прохолоду одне до одного. Але через кілька місяців між ними виникла прихильність, до того ж, інфанта дуже подобалася королю і королеві. Як Дофіна Франції, вона займала найвище місце в королівській родині, після королеви Марії Лещинської.

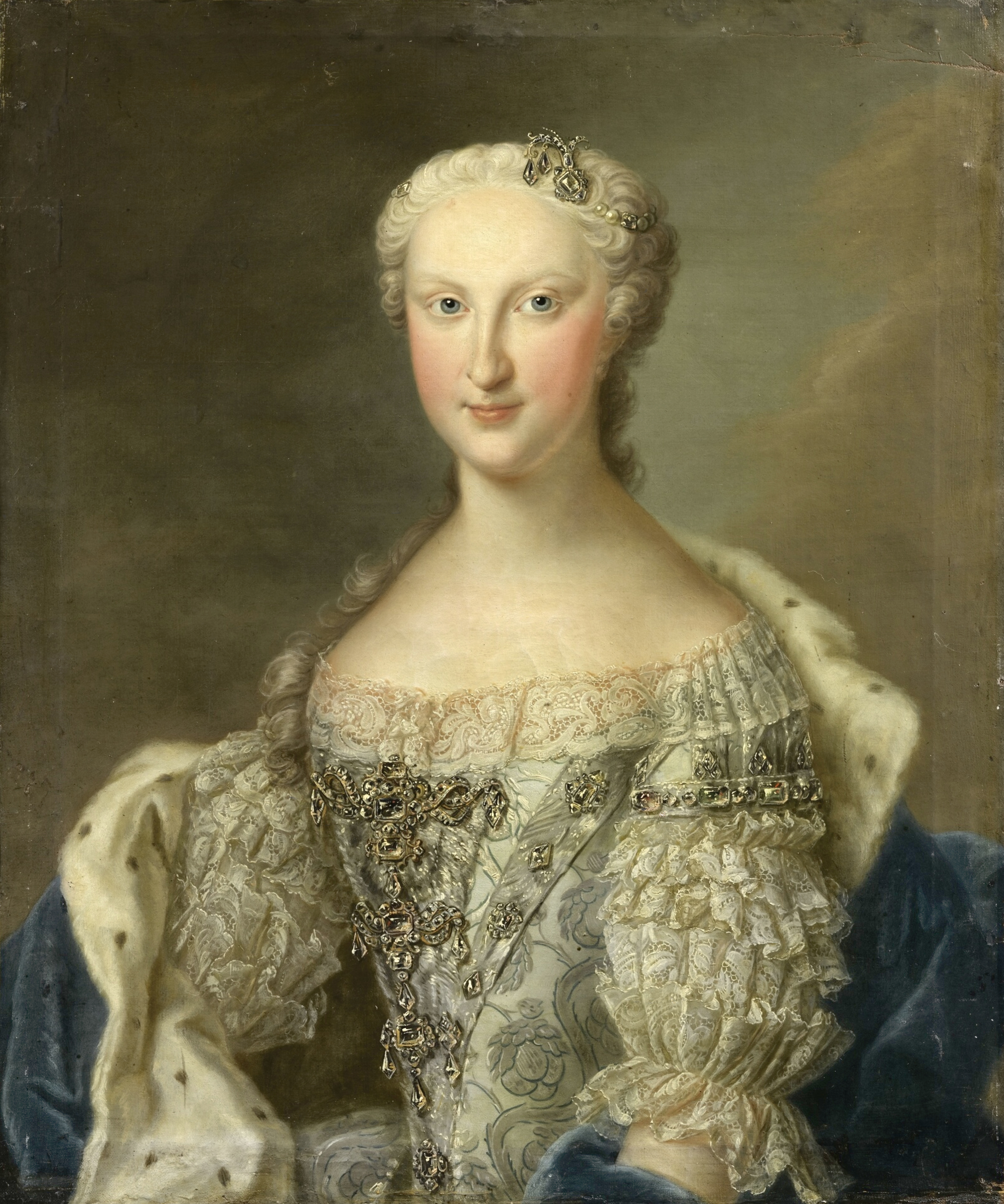
Марія Тереза Рафаела в 1745 році.

Дофіна була описана як людина гарна, благочестива і освічена, але сучасникам не подобався рудий колір її волосся. Освоївшись в Версалі, Марія Тереза стала відкрито критикувати поведінку короля і його фаворитки мадам де Помпадур.
19 липня 1746 року вона народила дочку, але сама померла через три дні, 22 липня, у Версалі. Юний чоловік важко переживав смерть дружини і впав у довгу депресію. Їх єдина дитина була охрещена під ім'ям Марія Тереза, мадам Рояль. Але принцеса прожила всього два роки і померла в 1748 році.
Марія Тереза Рафаела була похована в абатстві Сен-Дені 6 серпня 1746 року. Наступного року її чоловік одружився з Марією Жозефою Саксонською, яка народила трьох синів — останніх королів Франції і двох дочок: Марію Клотильду, королеву Сардинії і страчену під час Французької революції принцесу Єлизавету. Сам дофін помер від туберкульозу в 1765 році ще за життя батька.

## Родина
Чоловік — Людовик Фердинанд,  дофін Франції
Діти:
- Марія-Тереза, мадам Рояль

## Титули
- 11 липня 1726 — 23 лютого 1745 Її Королівська Високість Інфанта Іспанська
- 23 лютого 1745 — 22 липня 1746 Її Королівська Високість Дофіна Франції